# Teramulus kieneri
Teramulus kieneri là một loài cá trong họ Atherinidae. Chúng là loài đặc hữu của Madagascar. Its natural habitat is rivers.